# 結界女王
《结界女王》（日语：フリージング）是南韓作家林达永原作、漫畫家金光鉉担任作画的日本漫画作品。於Kill Time Communication（KTC）的漫画杂志《Comic Valkyrie》上进行连载。單行本發行至33卷。另有多部衍生作品。
2011年改編成電視動畫。

## 概要
在与异次元迷之敌人NOVA的战斗中，少年青井和哉失去了姐姐和叶。为了继承姐姐的遗志，和哉进入了对NOVA作战的专门学校「杰尼提克斯」(Genetics)，在转学的第一天就撞倒了学校裡的「禁止接触女王」莎堤莱萨·艾尔·布丽姬……

## 登场人物

### 西杰尼提克斯学院

#### 一年级学生
青井和哉（Kazuya Aoi，声：市来光弘）
故事主角，15岁，制御者班一年级生，姐姐是传奇潘朵拉青井和叶，妹妹是同父異母的阿魯卡迪亞，自愿与二年级生，莎堤莱萨·艾尔·布丽姬组成搭档。身體骨骼30％以上是聖痕組織，是比姊姊青井和葉更完美的聖痕體質，因此就算沒有經過洗禮也可以使用凍結術還可以展開全方位的領域。
由於經歷了姊姊與外星入侵者「Nova」交戰中陣亡的沉痛打擊，一直無法抹去心中的陰霾，因而對與姊姊長像頗相似的沙提萊薩產生了移情別戀作用，視沙提萊薩為他唯一的依靠，因而自願向她提出了擔任其制御者的要求。
於動畫第二季中，在未被告知的情況下，要被派到阿拉斯加。
亚瑟·克里普顿（Arthur Crypton，声：岡本信彦）
和哉的同班同学，在学生宿舍也住在和哉的隔壁，是加妮沙的搭档。
喜歡加妮沙。
柊嘉穗（声：大久保瑠美）
和哉所在班的班长，潘朵拉。

#### 二年级学生
莎堤萊薩·EL·布麗姬特（Satellizer eL Bridget，聲：能登麻美子）
身高：168cm（5ft6in），体重：58kg（128lbs），三围：90/56/85(cm)（36/22/33(in)），17岁，血型：A型，出身地：英国。
由東·杰尼提克斯學院转到西·杰尼提克斯學院就讀，是布麗姬特家的大小姐。西杰尼提克斯学院著名的「禁止接觸女王」，她本身擁有90cm的「爆乳」，但是幼年時期所受到虐待導致演變成為接觸恐懼症患者，因此一直不愿意尋找與其拍檔的限制者(Limiter)，直到和哉提出自愿担任搭档的制御者为止，但是還沒跟和哉進行洗禮。雖然她的外表出自不服輸的個性而因此看似冷酷，但是她自己實際上是比較內向，敏感，和害羞，尤其是在和哉自願當她的限制者之後， 態度逐漸軟化而表露無遺。一年前的训练事故就发生在其转学后不久，事故的起因正是莎堤萊薩獨自行動。
二年级排名第二位，本為第一位但是因為和哉的亂入而敗北成為第二位，继承了的6個「英痕」，適合率不到5％，不過可以用自己的意志控制已經NOVA化的身體。
於動畫第二季中，在未被告知的情況下，要被派到阿拉斯加。
拉娜·林沁（Rana Linchen，声：花泽香菜）
身高：164cm，体重：50kg，三围：81/56/80(cm)，歲:不詳，血型：0型，出身地：西藏。
西藏来的留学生，潘朵拉。使用的武器「四念」（手套和靴子），擁有崑崙之淚（聖痕），視和哉為命運之人，想要和哉當自己的制御者；但是，這使她和莎堤萊薩成為爭奪和哉的愛情競爭對手，儘管她們是同班同學。動畫中曾使用過的招式有聖門八極拳遠距打擊術「空牙」和近距離爆發型拳術「炎牙」。

於動畫第二季中，在未被告知的情況下，要被派到阿拉斯加。
加妮沙·罗兰（Ganessa Roland，声：喜多村英梨）
身高：164cm（5ft5in），体重：52kg（115lbs），三围：83/57/83(cm)（32/22/32(in)），16岁，血型：B型，出身地：英国。
二年级排名第一位，与莎堤莱萨对抗的意识极强，本為排名第二位但是在比賽中與莎堤莱萨交手時因為和哉的亂入而找到機會戰勝莎堤莱萨成為一位，却在第10次NOVA衝擊中，在NOVA控制的潘朵拉入侵学院的时候，替莎堤莱萨挡住了致命的炮击而因此受到重傷。
芭吉妮（Virginia）
二年级生，一年前事故亲历者中的少数幸存者之一。
雷欧（Leo Bernado，声：椎橋和義）
二年级生，与英格丽搭档的制御者。
马克（Mark，聲：葵海人）
二年级生，与阿蒂亚搭档的制御者。

#### 三年级学生
西冯·菲尔查德（Chiffon Fairchild，声：井上麻里奈）
身高：166cm（5ft5in），体重：54kg（119lbs），三围：82/56/83(cm)（32/23/33(in)），17岁，血型：AB型，出身地：加拿大。
学生会会长，三年级学年排名第一位，並未繼承「英痕」，能使用夢幻技能「幻影神速」。人稱「怪物」，4「圣痕」。
於動畫第二季中，在未被告知的情況下，要被派到阿拉斯加。她在第11次NOVA衝擊中因為保護她的同伴而因此犧牲自己，靈魂幻化成粒子般的物質出現在堤希房間裡並變成人形，再將自己的會長職位託付給堤希後又化成粒子消失，留下了自己平常綁頭髮的緞帶。
真實身分是青井源吾第五個女兒，與四個姊姊都屬於13研究室的潘朵拉，代號Sister05。身體有99%的基因屬於人類所以很快就能適應人類行為。一次意外使得她逃出13研究室因為餓肚子被歐蕾莉艾露·菲爾查德收留，並與歐蕾莉艾露成為好友。後來姊姊露西奉命帶西馮回研究室時被歐蕾莉艾露無意間發現西馮身分，西馮為了保護歐蕾莉艾露與露西交戰，但歐蕾莉艾露被修巴爾利耶的部隊殺死。2063年被安排到西杰尼提克斯学院且改姓菲爾查德。
伊丽莎白·梅布利（Elizabeth Mably，声：甲斐田裕子）
身高：168cm（5ft6in），体重：54kg（119lbs），三围：84/53/85(cm)（33/22/33(in)），17岁，血型：B型，出身地：英国。
三年级第二位，三年级幕后的黑手，头脑冷静，远距离「聖痕衛星系統」是其得意技，人稱「女帝」，有裸泳的習慣。少數把莎堤萊薩當朋友的潘朵拉，甚至會幫其出餿主意。
於動畫第二季中，在未被告知的情況下，要被派到阿拉斯加。
堤希·菲尼尔（Ticy Phenyl，声：内田彩）
身高：167cm（5ft6in），体重：53kg（117lbs），三围：83/57/85(cm)（33/23/33(in)），17岁，血型：AB型，出身地：芬兰。
学生会副会长，三年级排名第三位，昵称堤希，总是跟着会长西冯。她在第11次NOVA衝擊中後接任在那次衝擊中因為保護她的同伴而因此犧牲自己的西馮，成為作為新任的学生会会长，剪成了和西馮同樣的髮型綁上了西馮的緞帶於第2季最後1話出現時，臉上似乎帶著非常憎恨的表情。
亚妮特·马克米欧连（Arnett Mcmillan，声：浅川悠）
身高：164cm（5ft5in），体重：51kg（113lbs），三围：82/54/85(cm)（33/22/33(in)），17岁，血型：O型，出身地：瑞士。
三年级排名第四位。初期與莎堤萊薩敵對，後來與莎堤萊薩成為朋友。
克蕾欧·布朗得（Creo Brand，声：橘田泉）
身高：173cm（5ft8in），体重：58kg（128lbs），三围：84/56/82(cm)（33/23/32(in)），17岁，血型：O型，出身地：德国。
三年级排名第五位。
阿蒂亚·席梦思（Attia Simmons，声：植田佳奈）
身高：152cm（5ft），体重：41kg（91lbs），三围：72/51/74(cm)（28/22/29(in)），17岁，血型：B型，出身地：罗马尼亚。
三年级排名第六位。
英格丽·柏恩斯坦（Ingrid Bernstein，声：小清水亚美）
身高：165cm（5ft5in），体重：54kg（119lbs），三围：84/58/82(cm)（33/23/32(in)），17岁，血型：O型，出身地：德国。
三年级排名第七位。人稱「秩序的守護者」。
玛琳·馬克斯威爾（Marin Maxwell）
一年前在训练中遇上NOVA发生事故，为掩护低年級生撤退而阵亡，英格丽的挚友，当时二年级排名第七位。

#### 四年级学生
紫洸院樱子
特务第二小队队长，四年级第一位。
艾琳·巴涅特
第一小队队长。

#### 女武神＆十三小隊
天上院櫻花（Ouka Tenjouin）
女武神日本代表，代號本田，和哉的青梅竹馬、表妹，自稱是和哉的未婚妻，被說中心事會變得語無倫次。
芙蘭卡·保時捷（フランカ ポルシェ，Franka Porsche）
女武神德國代表，對聖痕的知識相當了解。
克里斯汀·艾芙拉（クリスティン エヴォラ，Christine Evora）
女武神英國代表，時常跟潘朵拉鬥嘴。
蒂茲亞娜·法拉利（ティチアナ＝フェラーリ，Tiziana Ferrari）
女武神義大利代表，巨乳。
露西·雷諾（ルーシー ルノー，Lucy Renault）
表面上是女武神法國代表，實際上是第13實驗室的傳說級潘朵拉（代號Sister04），青井源吾第四個女兒，和哉的姑姑。一年前被解除封印且安排進入女武神（進入女武神後基本上不說話，表示是不想引起不必要行動）。
初期與姊姊溫蒂梅是純粹的戰鬥兵器，甚至想殺掉知道西馮身分的歐蕾莉艾露·菲爾查德，後來與西馮感受到與人類相處的道理且得到了人類的情感。經常對和哉等人說教。
羅克珊·艾利普敦 （ロックサヌ＝エリプトン、Roxanne Elipton）
原為傑尼提克斯學院美國分部三年級，世界前五強潘朵拉之一，外號「不死身」。後來轉到西傑尼提克斯學院加入新設的第13小隊。相當有親和力，無論是隊友或是其他潘朵拉發生衝突都會想辦法調解，基本上是個熱心助人的老好人。曾經因為好奇莎堤萊薩的稱號忍不住揉了對方的胸部。在第十二次NOVA襲擊掩護隊友撤退被潘朵拉式控制意識，在短暫的片刻取回自己的意識且自爆，後來被溫蒂梅復活。

#### 13實驗室潘朵拉
真正的潘朵拉，五位潘朵拉都是青井源吾之女。除了西馮以外，其他都是傳說級潘朵拉且都是瑪莉亞·蘭斯洛特複製體，身體有80%都是聖痕物質構成。兩肩有巨大的靈魂儲存裝置可顯示靈魂數量多寡，最多有百萬以上的靈魂儲存量。青井源吾打算將四位傳說級潘朵拉與兒子青井隆一發生感情產生後代。除了露西和西馮以外，其餘姊妹等到第12次NOVA來襲才解除封印。
卡珊德拉（カサンドラ，Cassandra）
代號Sister01，有難以比擬的美貌，身材傲人，但酒量奇差。有數百萬的靈魂儲存量，擁有治療友方和自己的能力。曾被以缺乏家庭概念為由送往弟弟青井隆一家，實為讓隆一與卡珊德拉產生後代。和哉之母在懷和哉期間因無法承受和哉的聖痕增加導致生命危險，就將和哉轉移到卡珊德拉身上，由於和哉與卡珊德拉較為親暱造成天上院織枝的不滿與怨恨。事後隆一將織枝之死怪罪於卡珊德拉上並性侵了她，後生下一女阿魯卡迪亞。
因是和哉的代理孕母並將其扶養到兩歲，所以對和哉有強烈和特殊的情感，即使是被潘朵拉式攻擊也是誓死保護和哉。
特斯拉德（Teslad ）
代號Sister02，不說話的冰山美人，有數百萬的靈魂儲存量。與和哉親近時會拉對方的臉頰。
溫蒂梅（ウィンディメイ，Windy May）
代號Sister03，雙馬尾女性，相對特斯拉德和卡珊德拉，溫蒂梅的靈魂儲存量只有數十萬，與卡珊德拉一樣有治癒友方的本領，即使是羅克珊·艾利普敦已自爆死亡狀態也可以將其復活。
初期與露西一樣是純粹的戰鬥兵器，為了保護父親將一名研究員誤殺，造成西馮逃跑的導火線。

#### 学院其他人物
马加雷特修女（Sister Margaret）
西杰尼提克斯学院的校长。
金由美（Kim Yumi，声：渡边明乃）
身高：164cm（5ft5in），体重：55kg（121lbs），三围：95/58/85(cm)（38/23/33(in)），23岁，血型：B型，出身地：韩国。
和叶的战友，退役后在学院担任物理老师兼训练教官。
艾莉兹·史密茨（Elise Schmitz，声：水泽史绘）
身高：175cm（5ft9in），体重：60kg（132lbs），三围：73/55/82(cm)（29/22/32(in)），23岁，血型：AB型，出身地：德国。
和叶的战友，退役后在学院担任保健校医。
青井和叶（声：能登麻美子）
拥有聖痕體質，可以讓20个以上的「圣痕」成熟，在第8次戰鬥中研發出高級技能的传奇潘朵拉，和哉的姐姐，在四年前的第8次NOVA冲击中战至最后阵亡，似乎是因為超過極限令身體NOVA化而死。
在角色設定上，不但與莎提萊薩長相頗為相似，而且該角色的配音員與莎提萊薩同一人（雖然只有在主角和哉的回憶中出現）。

### 东杰尼提克斯学院

#### 二年级学生
水濑恭一
凯西的搭档。

#### 三年级学生
凯西·罗克哈特（Cathy Lockheart，声：钉宫理恵）
身高：165cm（5ft5in），体重：50kg（110lbs），三围：83/55/85（cm）（32/22/33(in)），17岁，血型：O型，出身地：美国。
第八小队成员，在第10次NOVA衝擊中，最後被NOVA控制入侵西杰尼提克斯学院的潘朵拉之一，可以施展四重加速的高级技能，人稱「神速」，擁有3個「英痕」2个「聖痕」，與英痕適合率高達90％。後來, 莎堤萊薩在她的NOVA形態的情況下盡全力去打倒她才得以勝利。
於動畫第二季中，在未被告知的情況下，要被派到阿拉斯加。再度與和哉、沙堤萊薩、拉娜她們重逢。後轉到西傑尼提克斯學院加入新設的13小隊。

#### 四年级学生
米雷娜·马里乌斯（声：大原沙耶香）
第八小队队长，在第10次NOVA衝擊中，最後被NOVA控制入侵西杰尼提克斯学院的潘朵拉之一。 後來, 西馮和堤希強制地制服她才得以化解危機。

### 布丽姬家相关
霍华德·艾尔·布丽姬（Howard eL Bridget，声：大友龍三郎）
布丽姬家家主。莎堤莱萨、维奥莱特和路易斯之父。艾尔集团的总裁兼首席执行官，第二季正式豋場。
奥莉薇娅·艾尔·布丽姬（Olivia eL Bridget，声：伊藤美纪）
霍华德之妻。艾尔·布丽姬家的女家长。维奥莱特和路易斯的生母，莎堤莱萨的义母。
於第一季在莎堤萊薩的回憶登場第二季正式豋場。
诺艾尔·亚隆古拉爵（Noelle Alongrutch，声：天野由梨）
莎堤莱萨的生母，霍华德的情妇。
因莎堤萊薩的生母得到一種疾病，一直投靠布麗姬家的人收養這母女。
於莎堤萊薩的回憶中，因疾病已到末期，在臨終前告訴莎堤萊薩遇到什麼困難都不能放棄後已故。
於第一季在莎堤萊薩的回憶登場。
维奥莱特·艾尔·布丽姬（Violet eL Bridget，声：茅野爱衣）
莎堤莱萨同父异母的姐姐，路易斯的亲姐姐，艾尔·布丽姬家目前的当家。
幼時把莎堤萊薩當成自己的親妹妹愛護。然而因路易斯與奧莉薇亞一直虐待莎堤萊薩，所以一直幫莎堤萊薩講話。
於第一季在莎堤萊薩的回憶登場，第二季正式豋場。
路易斯·艾尔·布丽姬（Louis eL Bridget，声：真田麻美（幼年）、野岛健儿）
莎堤莱萨同父异母的弟弟，小时候曾经虐待过莎堤莱萨，重度的姐控。少莎堤萊薩2歲。於第一季在莎堤萊薩的回憶登場。
於第二季第7話正式登場。英国杰尼提克斯学院二年级，制御者。艾尔·布丽姬家的长男。
莉兹·罗斯（声：楠浩子）
英国杰尼提克斯学院三年级排名第一位的潘朵拉，路易斯的搭档。
於第二季登場。

### E-潘朵拉计划相关人物
阿米莉亚·埃文斯（Amelia Evans，声：三森铃子）
E潘朵拉，是個對於什麼事都不放棄的女孩。
吉娜·帕布尔顿（Gina Papleton，声：橘田泉）
E潘朵拉。
自幼時，雙親將吉娜給賣去黑市，後被黑市的人給虐待後，才來當E潘朵拉,在Mark lV的計畫中被投放Mark lV而Nova化 遭處決。
拉图（Rattle，声：桑原由气）
E潘朵拉。
自幼時，因自己的國家處於挨餓狀態，才來當E潘朵拉。
食量很大，喜歡吃零食。
斯卡莉特·大原（声：雪野五月）

### 其他人物
青井源吾（声：斧篤）
動畫第12集末登場，為青井和葉、和哉的祖父。
與馬加雷特修女談論聖痕之事。
李蘇娜（声：齋藤楓子）
青井源吾的貼身保鏢，也是以前金由美的戰友。她在第11次NOVA衝擊中後，轉職到西傑尼提克斯學院來擔任全新成立的第十三小隊隊長兼教官。
玛丽亚·兰斯洛特（Maria Lancelot）
異次元生命體，是青井源吾所愛之人，也是研究的對象，並有5位女兒、一位男孩青井隆一(青井源吾的兒子，青井和哉和青井和叶的父親)。換句話說，她是青井和葉、和哉的祖母。

## 用语
聖痕
由瑪利亞．蘭斯洛特的身體組織形成，是為了對抗NOVA而讓人類的身體轉化成NOVA的活體組織。
英痕
並非來自瑪利亞．蘭斯洛特，而是在第八次戰鬥中成為傳說的青井和葉的20個聖痕。
潘朵拉
能夠跟所有現代武器都無法破壞的NOVA進行戰鬥的女性。通過聖痕移植，獲得常人所無法比擬的身體能力，同時擁有讓人驚異的自愈能力。女性如果不具備一定數值以上的聖痕適植率就無法成為潘朵拉。
制御者
能夠使用跟NOVA一樣的「冰結領域」能力的男性。戰場上作為潘朵拉們的搭檔，中和NOVA所釋放的冰結領域，確保潘朵拉們能夠自由移動的空間。要成為製御者就必須接受已經在潘朵拉體內生長成熟的一個或一個以上數量的聖痕。比起成為潘朵拉，男性成為制御者的適合率是最高的。
同調生體著裝
潘朵拉運用聖痕的力量在全身分佈的特殊形態的分子。擁有強力防禦力的同時能夠具現化各種各樣的服裝。由於長時間使用該著裝會對肉體產生負擔，因此僅被允許在戰鬥時使用。但是對於那些運用熟練的潘朵拉來說，該著裝不僅被用在戰鬥過程中，連平時穿的制服也經常會以該著裝的方式來具現化。
同調生體武裝
潘朵拉使用聖痕的力量產生出的武器。武器形態因人而異。
Ereinbar
在大腦中，位於比神經元更為深處的地方控制著人類五感的未知器官。
Ereinbar Set
指的是潘朵拉與制御者共享5感的行為。在戰鬥中，通過發動Ereinbar Set，制御者方可使用冰結領域的能力。冰結領域：NOVA所使用的能夠讓這個世界上所有物理性運動都停止的領域能力。在傑尼提克斯學院所掌握的聖痕技術下，男性的制御者也能夠使用該能力，從而中和NOVA所釋放的冰結領域。但是，由於NOVA的力量非常強大，想要靠制御者來停止NOVA的行動終究是件不可能的事。
NOVA
来自异次元的謎之敌人。
第8次NOVA衝擊
四年前，異次元體NOVA所發動的第8次真正意義上的侵略。TYPE-S於日本出現，和哉的姐姐和葉用自己的犧牲換來了對這場侵略的勝利。
嘉年華
以學級為單位，各年級間所展開的被認定為實戰性質的戰鬥。因為是決定年級排名的潘朵拉間的戰鬥，所以不允許制御者參與。
潘朵拉模式
當潘朵拉的聖痕活化程度過高的時候，為了抑制Overflow（聖痕力量過載/暴走）的發生而開發的制御系統。該模式發動後，潘朵拉的能力會獲得提升，而且在模式限定時間內無需制御者也可以在冰結領域內活動。比起Nova Form（NOVA形態）來說雖然性能方面處於劣勢，但是由於該模式可以抑制潘朵拉的暴走，所以潘朵拉們的安全得到了保障。通常來說這是在潘朵拉升入3年級以後才會分配的系統，但出於實驗的目的對於一部分的2年級潘朵拉也分配了該系統。既然是實驗目的，2年級發動該模式前必須先獲得使用許可。
高級技巧
以第8次NOVA衝擊期間青井和葉所創造出的技巧為原型，開發而成的聖痕戰鬥技巧。由於1，2年級潘朵拉肉體內的聖痕成熟度較低，使用的話會對肉體造成負擔因此被禁止使用。以提高速度為目的的「加速模式」，以增加攻擊次數為目的的「分身模式」等等。
加速模式
高級技巧當中具有代表意義的一種技巧。是一種提高移動速度的技巧。將聖痕對肉體的負擔提高至極限然後一口氣使之爆發獲得加速的技巧。使用該技巧後，移動速度上會出現飛躍性提升，但是較難轉換方向是該技巧的缺點。
雙重加速
加速模式的進化形態。在加速狀態下再次對自身進行加速，在進行該第2次加速的同時轉換行進方向。速度方面比起通常的加速模式，可以提高1.5到2倍。三重加速：雙重加速的強化版本。加速三次，同時可以轉換行進方向。速度達到普通加速模式的3倍以上。
無間隔雙重加速
與一般的在普通加速狀態下再次進行加速從而提高速度的雙重加速不同，是一開始就不需要加速間隔時間的雙重加速。比起普通的雙重加速在速度方面更快。此外，阿妮特自己將該技巧命名為「初使雙重加速」。
分身模式
高級技巧的代表性技巧之一。將聖痕的同調生體著裝的特殊分子材質加以應用，從物理上製造出自己分身用以增加攻擊次數的技術。但是使用該技巧馬上就會引起Overflow（聖痕力量過載/暴走）反應，分身的個數以及維持時間有著一定限制。
幻影模式
西馮·菲阿查爾德所使用的高級技巧。是“不可能被視覺捕捉，也不可能被對手感知到自己氣息”的技巧。到底是時間停止類技巧還是空間移動類技巧呢，現階段對該技巧的作用原理不明。
洗禮
象徵潘朵拉與製御者正式結為搭檔的儀式。潘朵拉將自己體內成熟了1年以上的聖痕，再移植進制御者的體內之後，儀式就算完成。儀式過後制御者將會獲得冰結領域的能力，通過與潘朵拉一起發動Ereinbar Set，從而能夠操控冰結領域的能力。
东、西杰尼提克斯学院
在日本培养潘朵拉与NOVA作战的专门学校，世界各地都有分校。

## 出版書籍
结界女王（Freezing）
| 冊數 | Kill Time Communication | Kill Time Communication                                           | 東立出版社     | 東立出版社             |
| 冊數 | 發售日期                | ISBN                                                              | 發售日期       | ISBN                   |
| ---- | ----------------------- | ----------------------------------------------------------------- | -------------- | ---------------------- |
| 1    | 2007年10月26日          | ISBN 978-4-86032-474-2                                            | 2008年10月22日 | ISBN 978-986-10-2355-7 |
| 2    | 2008年4月30日           | ISBN 978-4-86032-570-1                                            | 2008年10月29日 | ISBN 978-986-10-2356-4 |
| 3    | 2008年10月30日          | ISBN 978-4-86032-650-0                                            | 2009年3月13日  | ISBN 978-986-10-2723-4 |
| 4    | 2009年4月10日           | ISBN 978-4-86032-739-2                                            | 2009年9月8日   | ISBN 978-986-10-3582-6 |
| 5    | 2009年7月2日            | ISBN 978-4-86032-787-3                                            | 2009年10月27日 | ISBN 978-986-10-4096-7 |
| 6    | 2009年10月28日          | ISBN 978-4-86032-829-0                                            | 2010年2月25日  | ISBN 978-986-10-4642-6 |
| 7    | 2010年3月29日           | ISBN 978-4-86032-898-6                                            | 2010年9月9日   | ISBN 978-986-10-6014-9 |
| 8    | 2010年8月25日           | ISBN 978-4-86032-964-8                                            | 2011年6月2日   | ISBN 978-986-10-6897-8 |
| 9    | 2010年10月30日          | ISBN 978-4-86032-993-8                                            | 2011年7月13日  | ISBN 978-986-10-6898-5 |
| 10   | 2011年2月28日           | ISBN 978-4-79920-029-2                                            | 2012年2月10日  | ISBN 978-986-10-7276-0 |
| 11   | 2011年7月27日           | ISBN 978-4-7992-0108-4                                            | 2012年6月19日  | ISBN 978-986-10-8419-0 |
| 12   | 2011年10月27日          | ISBN 978-4-7992-0151-0                                            | 2012年12月17日 | ISBN 978-986-10-9552-3 |
| 13   | 2012年2月29日           | ISBN 978-4-7992-0212-8                                            | 2013年10月1日  | ISBN 978-986-324-469-1 |
| 14   | 2012年4月27日           | ISBN 978-4-7992-0243-2 ISBN 978-4-7992-0244-9（附廣播劇CD限定版） | 2013年11月19日 | ISBN 978-986-324-470-7 |
| 15   | 2012年9月4日            | ISBN 978-4-7992-0303-3                                            | 2014年1月3日   | ISBN 978-986-324-471-4 |
| 16   | 2012年11月2日           | ISBN 978-4-7992-0335-4                                            | 2014年2月14日  | ISBN 978-986-324-472-1 |
| 17   | 2013年1月29日           | ISBN 978-4-7992-0377-4                                            | 2014年4月15日  | ISBN 978-986-332-518-5 |
| 18   | 2013年3月27日           | ISBN 978-4-7992-0402-3                                            | 2014年6月5日   | ISBN 978-986-332-519-2 |
| 19   | 2013年5月29日           | ISBN 978-4-7992-0429-0                                            | 2014年8月19日  | ISBN 978-986-332-891-9 |
| 20   | 2013年7月27日           | ISBN 978-4-7992-0454-2                                            | 2014年11月20日 | ISBN 978-986-337-400-8 |
| 21   | 2013年10月5日           | ISBN 978-4-7992-0497-9                                            | 2015年2月11日  | ISBN 978-986-337-910-2 |
| 22   | 2013年12月21日          | ISBN 978-4-7992-0521-1                                            | 2015年10月2日  | ISBN 978-986-382-572-2 |
| 23   | 2014年3月29日           | ISBN 978-4-7992-0562-4                                            | 2016年5月13日  | ISBN 978-986-348-958-0 |
| 24   | 2014年6月28日           | ISBN 978-4-7992-0599-0                                            | 2018年2月8日   | ISBN 978-986-365-597-8 |
| 25   | 2014年10月25日          | ISBN 978-4-7992-0648-5                                            |                |                        |
| 26   | 2014年12月24日          | ISBN 978-4-7992-0679-9（限定版）                                  |                |                        |
| 26   | 2014年12月25日          | ISBN 978-4-7992-0675-1                                            |                |                        |
| 27   | 2015年3月3日            | ISBN 978-4-7992-0704-8                                            |                |                        |
| 28   | 2015年8月27日           | ISBN 978-4-7992-0783-3                                            |                |                        |
| 29   | 2016年4月27日           | ISBN 978-4-7992-0892-2                                            |                |                        |
| 30   | 2016年8月26日           | ISBN 978-4-7992-0946-2                                            |                |                        |
| 31   | 2017年9月30日           | ISBN 978-4-7992-1078-9                                            |                |                        |
| 32   | 2018年5月29日           | ISBN 978-4-7992-1151-9                                            |                |                        |
| 33   | 2018年11月30日          | ISBN 978-4-7992-1203-5                                            |                |                        |

结界女王 第一纪事（暂译）（Freezing: First Chronicle）
作画：尹載皓。以西馮·菲爾查德為主角，本篇中的三年級學生們還是一年級新生的故事。全1卷。
| 冊數 | Kill Time Communication | Kill Time Communication |
| 冊數 | 發售日期                | ISBN                    |
| ---- | ----------------------- | ----------------------- |
| 全   | 2012年2月29日           | ISBN 978-4-7992-0211-1  |

结界女王 零（暂译）（Freezing: Zero）
作画：鄭洙哲。以青井和葉為主角，與金由美、艾莉茲·史密茨還是在校生的故事。全9卷。
| 冊數 | Kill Time Communication | Kill Time Communication |
| 冊數 | 發售日期                | ISBN                    |
| ---- | ----------------------- | ----------------------- |
| 1    | 2012年9月4日            | ISBN 978-4-7992-0304-0  |
| 2    | 2013年2月7日            | ISBN 978-4-7992-0390-3  |
| 3    | 2013年6月27日           | ISBN 978-4-7992-0442-9  |
| 4    | 2013年11月29日          | ISBN 978-4-7992-0509-9  |
| 5    | 2014年3月29日           | ISBN 978-4-7992-0563-1  |
| 6    | 2014年7月26日           | ISBN 978-4-7992-0612-6  |
| 7    | 2014年12月25日          | ISBN 978-4-7992-0676-8  |
| 8    | 2015年3月27日           | ISBN 978-4-7992-0717-8  |
| 9    | 2015年10月2日           | ISBN 978-4-7992-0798-7  |

结界女王 珍珠故事（暂译）（Freezing: Pearl Stories）
全3卷。
| 冊數 | Kill Time Communication | Kill Time Communication |
| 冊數 | 發售日期                | ISBN                    |
| ---- | ----------------------- | ----------------------- |
| 1    | 2013年7月27日           | ISBN 978-4-7992-0455-9  |
| 2    | 2013年11月29日          | ISBN 978-4-7992-0510-5  |
| 3    | 2014年3月29日           | ISBN 978-4-7992-0565-5  |

## 电视动画
2011年1月至4月，千叶电视台等独立UHF局成员电视台及AT-X開始放送。
2013年3月宣布电视动画第2季制作决定。同年10月4日深夜起，TOKYO MX等独立UHF局成员电视台及AT-X開始放送《結界女王 震顫》。

### 製作人員
- 原作：林達永、金光鉉（KTC刊Comic Valkyrie連載中）
- 監督：渡部高志
- 系列構成：赤星政尚
- 人物设计・总作画監督：渡边真由美
- 动作作画監督：須賀重行
- 設定設計：小林德光（第1季）→木村英文（第2季）
- 美術監督：桑原悟
- 色彩設定：西表美智代
- 撮影監督：森下成一（第1季）→武原健二（第2季）
- 編集：
- 音響監督：辻谷耕史
- 音乐：横山克
- 企劃制作：
- 动画制作：A.C.G.T
- 製作：
  - 第1季：結界女王製作委員会（Media Factory、Kill time Communication、T.O Entertainment、A.C.G.T、AT-X、DAX International）
  - 第2季：結界女王 震顫製作委員会（KADOKAWA、Kill time Communication、武士道、A.C.G.T、AT-X、DAX International）

### 主題歌
第1季
主題曲
「COLOR」
作詞：A.I／作曲、編曲：toku／歌：水橋舞
片尾曲

作詞：／作曲、編曲：YOW-ROW／歌：小林愛香
第2季
主題曲
「AVENGE WORLD」
作詞：畑亞貴／作曲、編曲：囚人／歌：鈴木木乃美
片尾曲

作詞：畑亞貴／作曲、編曲：囚人／歌：鈴木木乃美

### 各話列表
| 話數       | 日文標題                        | 中文標題                      | 劇本     | 分镜              | 演出              | 作畫監督                                                       | End Card   | 改編自原作漫畫   |
| 第1季      | 第1季                           | 第1季                         | 第1季    | 第1季             | 第1季             | 第1季                                                          | 第1季      |                  |
| ---------- | ------------------------------- | ----------------------------- | -------- | ----------------- | ----------------- | -------------------------------------------------------------- | ---------- | ---------------- |
| Episode 01 | Untouchable Queen               | 禁止接觸的女王                | 赤星政尚 | 渡部高志          | 鎌仲史陽          | 福世孝明                                                       | 鈴木典孝   | 第1卷            |
| Episode 02 | Pandora Mode                    | 潘朵拉模式                    | 赤星政尚 | 渡部高志          | 鎌仲史陽          | 安藤正浩                                                       |            | 第1卷            |
| Episode 03 | Accelerating Turn               | 加速                          | 赤星政尚 | 石屋義敏          | 石屋義敏          | 松本文男                                                       |            | 第1卷            |
| Episode 04 | Tempest Turn                    | 分身                          | 赤星政尚 | 渡部高志          | 山内東生雄        | 宮田奈保美 龜井大祐 福世孝明                                   | 小宮利公   | 第1卷            |
| Episode 05 | She is Rana Linchen             | 她叫拉娜·林沁                 | 吉岡孝夫 | 鎌仲史陽          | 鎌仲史陽          | 福世孝明 龜井大祐 安藤正浩                                     | 渡瀨行人   | 第2-4卷          |
| Episode 06 | Machination                     | 陰謀                          | 吉岡孝夫 | 鎌仲史陽          | 鎌仲史陽          | 安藤正浩 福世孝明 龜井大祐 吉田雄一                            | 尹載皓     | 第2-4卷          |
| Episode 07 | Sanction                        | 制裁                          | 吉岡孝夫 | 園田雅裕          | 下司泰弘          | 小澤圓 荒尾英幸 小關雅                                         | 李海原     | 第2-4卷          |
| Episode 08 | Pandora Queen                   | 潘朵拉女王                    | 吉岡孝夫 | 石屋義敏          | 大橋明代          | 小沼克介 樋口博美                                              |            |                  |
| Episode 09 | Godspeed of the East            | 東之神速                      | 赤星政尚 | 園田雅裕          | 園田雅裕          | 福世孝明 安藤正浩 龜井大祐                                     | 李秀顯     |                  |
| Episode 10 | NOVA Form                       | NOVA形態                      | 赤星政尚 | 渡部高志          | 篠見康行          | Lee Sung-Jin Park Chang-Hwang NARA ANIMATION                   | 崔海雄     | 第5卷，第32-37话 |
| Episode 11 | Ambush! Ravensborne Nucleochede | 伏擊！雷文斯伯倫‧紐克勒奧奇德 | 赤星政尚 | 渡部高志          | 山内東生雄        | 安藤正浩 福世孝明 樋口博美 森川均                              | ZOL        | 第5卷，第32-37话 |
| Episode 12 | Satellizer vs. Pandora          | 莎堤萊薩 vs. 潘朵拉           | 赤星政尚 | 鎌仲史陽 渡部高志 | 鎌仲史陽 石屋義敏 | 松本文男 安藤正浩 福世孝明                                     | MISS BLACK | 第5卷，第32-37话 |
| 第2季      |                                 |                               |          |                   |                   |                                                                |            |                  |
| Episode 1  | Pandora Returns                 | 潘朵拉的歸來                  | 赤星政尚 | 渡部高志          | 羽多野浩平        | 福世孝明                                                       | 漆原智志   |                  |
| Episode 2  | Evolution Pandora               | 革命潘朵拉                    | 赤星政尚 | 渡部高志          | 羽多野浩平        | 松本文男                                                       | 武禮堂     |                  |
| Episode 3  | Mark IV                         |                               | 赤星政尚 | 羽多野浩平        | 羽多野浩平        | 山崎純 福世孝明                                                | 柳原滿月   |                  |
| Episode 4  | Mate                            |                               | 赤星政尚 | 渡部高志          | 羽多野浩平        | 福世孝明                                                       |            |                  |
| Episode 5  | Noblesse Oblige                 | 貴族責任                      | 赤星政尚 | 羽多野浩平        | 羽多野浩平        | 牛島勇二、山崎淳                                               | 金素姬     |                  |
| Episode 6  | Marionettes                     | 牽線木偶                      | 赤星政尚 | 鎌仲史陽          | 鎌仲史陽          | 山崎淳、牛島勇二                                               |            |                  |
| Episode 7  | Spellbound                      | 著迷                          | 赤星政尚 | 鎌仲史陽          | 鎌仲史陽          | 古澤貴文                                                       |            |                  |
| Episode 8  | Rebellion                       | 叛亂                          | 赤星政尚 | 羽多野浩平        | 羽多野浩平        | 小山知洋                                                       | 鄭洙哲     |                  |
| Episode 9  | Traitor                         | 反叛者                        | 赤星政尚 | 石井高士          | 西村博昭          | Eum ik hyun、Park myeong hun Lee joung kyoung、Park chang hwan |            |                  |
| Episode 10 | True Pandora                    | 真正的潘朵拉                  | 赤星政尚 | 渡部高志          | 山内東生雄        | 福世孝明、牛島勇二                                             | 天海雪乃   |                  |
| Episode 11 | Nova Crash                      |                               | 赤星政尚 | 渡部高志          | 山内東生雄        | 古澤貴文、福世孝明                                             |            |                  |
| Episode 12 | Shaft of Light                  | 曙光                          | 赤星政尚 | 渡部高志          | 羽多野浩平        | 福世孝明、牛島勇二 古澤貴文                                    | MISS BLACK |                  |

### 播放電視台
日本深夜動畫：下文記載的日本国内播放時間使用日本標準時間（UTC+9）表示。因為部分時間标识會採用30小时制，因此請留意这类超过24:00的时间，其實際播放時間為翌日清晨。
| 播放地域 | 播放電視台   | 播放期間                 | 播放時間                           | 所屬電視網 |
| 第1季    | 第1季        | 第1季                    | 第1季                              | 第1季      |
| -------- | ------------ | ------------------------ | ---------------------------------- | ---------- |
| 日本全域 | AT-X         | 2011年1月8日－4月7日     | 星期六 09時30－10時00分 （有重播） | 衛星電視   |
| 千葉縣   | 千葉電視台   | 2011年1月9日－4月7日     | 星期天 24時30－25時00分            | 独立UHF局  |
| 神奈川縣 | 神奈川電視台 | 2011年1月9日－4月9日     | 星期天 25時30－26時00分            | 独立UHF局  |
| 埼玉縣   | 埼玉電視台   | 2011年1月10日－4月11日   | 星期一 25時00－25時30分            | 独立UHF局  |
| 東京都   | TOKYO MX     | 2011年1月11日－4月7日    | 星期二 25時30－26時00分            | 独立UHF局  |
| 愛知縣   | 愛知電視台   | 2011年1月11日－4月12日   | 星期二 25時58－26時28分            | 東京電視網 |
| 兵庫縣   | SUN電視台    | 2011年1月12日－4月13日   | 星期三 26時10－26時40分            | 独立UHF局  |
| 第2季    |              |                          |                                    |            |
| 日本全域 | AT-X         | 2013年10月4日－12月20日  | 星期五 21時30－22時00分 （有重播） | 衛星電視   |
| 東京都   | TOKYO MX     | 2013年10月4日－12月20日  | 星期五 25時00－25時30分            | 獨立UHF局  |
| 兵庫縣   | SUN電視台    | 2013年10月8日－12月24日  | 星期二 25時30－26時00分            | 獨立UHF局  |
| 愛知縣   | 愛知電視台   | 2013年10月8日－12月24日  | 星期二 27時05－27時35分            | 東京電視網 |
| 日本全域 | BS11         | 2013年10月10日－12月26日 | 星期四 24時30－25時00分            | 衛星電視   |

### 映像特典
DVD&Blu-ray各卷收錄短篇OVA 《更大膽一點吧！興奮麻煩♥結界女王》。
| 卷數  | 日文標題                                      | 中文標題                        | 劇本     | 分镜              | 演出       | 作画監督 | 總作画監督 |
| 第1期 | 第1期                                         | 第1期                           | 第1期    | 第1期             | 第1期      | 第1期    | 第1期      |
| ----- | --------------------------------------------- | ------------------------------- | -------- | ----------------- | ---------- | -------- | ---------- |
| Vol.1 |                                               | 想要接觸一下♥眼鏡女孩莎堤萊薩   | 赤星政尚 | 渡部高志          | 山内東生雄 | 古澤貴文 | 渡邊真由美 |
| Vol.2 |                                               | 隱藏許多秘密♥初次入房之禮       | 赤星政尚 | 石屋義敏 渡部高志 | 山内東生雄 | 古澤貴文 | 渡邊真由美 |
| Vol.3 |                                               | 會穿幫的♥激烈過度的健康檢查     | 吉岡孝夫 | 石屋義敏 渡部高志 | 山内東生雄 | 古澤貴文 | 渡邊真由美 |
| Vol.4 |                                               | 傑尼提克斯游泳大賽♥也有穿幫喔   | 吉岡孝夫 | 石屋義敏 渡部高志 | 山内東生雄 | 古澤貴文 | 渡邊真由美 |
| Vol.5 |                                               | 不准看♥潘朵拉們的現場更衣秀     | 吉岡孝夫 | 石屋義敏 渡部高志 | 山内東生雄 | 古澤貴文 | 渡邊真由美 |
| Vol.6 |                                               | 失控的結界女王♥姊姊們的性感氣息 | 赤星政尚 | 石屋義敏 渡部高志 | 山内東生雄 | 古澤貴文 | 渡邊真由美 |
| 第2期 |                                               |                                 |          |                   |            |          |            |
| Vol.1 | 震えちゃう♥フリージング ヴァイブレーションOVA | 不适用                          | 赤星政尚 | 渡部高志          | 山内東生雄 | 牛島勇二 | 渡辺真由美 |
| Vol.2 | 震えちゃう♥フリージング ヴァイブレーションOVA | 不适用                          | 赤星政尚 | 渡部高志          | 羽多野浩平 | 牛島勇二 | 渡辺真由美 |
| Vol.3 | 震えちゃう♥フリージング ヴァイブレーションOVA | 不适用                          | 赤星政尚 | 渡部高志          | 羽多野浩平 | 牛島勇二 | 渡辺真由美 |
| Vol.4 | 震えちゃう♥フリージング ヴァイブレーションOVA | 不适用                          | 赤星政尚 | 渡部高志          | 山内東生雄 | 牛島勇二 | 渡辺真由美 |
| Vol.5 | 震えちゃう♥フリージング ヴァイブレーションOVA | 不适用                          | 赤星政尚 | 渡部高志          | 山内東生雄 | 牛島勇二 | 渡辺真由美 |
| Vol.6 | 震えちゃう♥フリージング ヴァイブレーションOVA | 不适用                          | 赤星政尚 | 渡部高志          | 羽多野浩平 | 牛島勇二 | 渡辺真由美 |